# Akbar Ganji
Akbar Ganji (en persa: اکبر گنجی, nacido el 31 de enero de 1960, en Qazvín) es un periodista y escritor iraní. Ha sido descrito como «un popular periodista frenéticamente defensor de la democracia» que ha cruzado las líneas rojas de la censura de prensa regularmente, y recibido «amenazas de muerte desde matones afines al gobierno casi a diario». Participó activamente en la Revolución Islámica cuando era joven e integró los Cuerpos de la Guardia Revolucionaria Islámica durante la Guerra Irán-Irak, pero comenzó a desencantarse a mediados de la década de 1990 y estuvo recluido un tiempo en la prisión de Evín de Teherán, entre 2001 y 2006 después de publicar una serie de artículos sobre la serie de asesinatos de escritores conocidos como los Asesinatos en cadena. Mientras estaba en prisión hizo público un manifiesto en el que se definía como el primer «disidente destacado, creyente musulmán y antiguo revolucionario» y hacía un llamamiento para reemplazar el régimen teocrático de Irán por «una democracia laica».
Ganji ha ganado varios premios internacionales por su trabajo, incluyendo la Pluma de Oro de la Libertad de la Asociación Mundial de Periódicos, el Premio Internacional de Prensa por la Libertad de los Periodistas Canadienses por la Libertad de Expresión, el Premio Martín Ennals para los Defensores de los Derechos Humanos, el Premio de la Libertad John Humphrey y el Premio Milton Friedman.

## Primeros años
Ganji creció en una devota y empobrecida familia en el sur de Teherán. Fue un miembro activo de las fuerzas islamistas anti-Shah a una «edad relativamente temprana», sirvió en los Cuerpos de la Guardia Revolucionaria Islámica durante la Guerra Irán-Irak y se unió al Ministerio de Inteligencia de la República Islámica. Tiene un máster en Comunicación.
El desencanto de Ganyí respecto al sistema de gobierno iraní comenzó entre los años 1994 y 1995. «Vi el fascismo y la tiranía política emergiendo en Irán. Cualquiera que hiciera preguntas era tachado de “antirrevolucionario” y “enemigo de Irán”». Abandonó la Guardia para convertirse en periodista de investigación. Pronto a partir de entonces ganó fama y entró en conflicto con las autoridades islámicas por «exponer el papel de altos oficiales sancionando el asesinato de disidentes liberales».

## Investigación de la Cadena de Asesinatos en Irán
Ganji ha escrito extensivamente como periodista en una serie de periódicos reformistas, muchos de los cuales fueron cerrados por el Poder Judicial de la República Islámica de Irán. Posiblemente, el trabajo más famoso de Ganji es una serie de artículos en el diario Sobn Emrouz de Saeed Hajjarian sobre los asesinatos de escritores disidentes en 1998 conocidos como los asesinatos en cadena. Akbar Ganji se refirió a los perpetradores de las matanzas con nombres en clave tales como «Eminencia Roja» y sus «Eminencias Grises» y la «Llave Maestra».
En diciembre de 2000, después de su arresto (véase más abajo), Akbar Ganji anunció que la «Llave Maestra» de la cadena de asesinatos era el antiguo ministro de Inteligencia Alí Fallahián. «También denunció por su nombre a algunos altos clérigos, incluyendo al ayatolá Mohammad Taqí Mesbah Yazdí por haber alentado o hacer públicas fetuas, u órdenes religiosas para los atentados». Los conservadores han atacado a Ganji y han negado sus afirmaciones.
Colecciones de sus artículos aparecieron en libros, los más notables, El calabozo de los fantasmas y La Eminencia Roja, la Eminencia Gris, centrados en la implicación del antiguo presidente de Irán, Akbar Hashemí Rafsanjaní, y su ministro de Inteligencia, Alí Fallahián, en la cadena de asesinatos.

## Encarcelamiento
Ganji tomó parte en una conferencia en Berlín organizada por la Fundación Heinrich Böll bajo el título «Irán después de las elecciones» sostenidas debido a las elecciones al parlamento iraní de febrero de 2000, que dieron como resultado una enorme victoria de los candidatos reformistas. La reunión fue denominada «antiislámica» y «antirrevolucionaria» por la televisión estatal iraní, IRIB, que retransmitió parte de la conferencia el 18 de abril de 2000. Fue arrestado el 22 de abril de 2000, acusado de haber «dañado la seguridad nacional» e inicialmente sentenciado a diez años seguidos de cinco de exilio interno, lo que significaba que podría residir en una ciudad específica distinta de Teherán y no podría abandonar el país. El 15 de marzo de 2001, una corte de apelación redujo su sentencia de 10 años a seis meses y revocó la sentencia adicional de cinco años de exilio interno. Sin embargo, el fiscal de Teherán desafió la decisión de la corte de apelación y llevó nuevos cargos contra él en relación con los artículos periodísticos que había escrito previos a abril de 2000, y su posesión de fotocopias de periódicos extranjeros. El 16 de julio de 2001, fue sentenciado a seis años de prisión bajo los cargos de «coleccionar información confidencial perjudicial para la seguridad nacional y expandir propaganda contraria al estado islámico».
Ganji llevó a cabo una huelga de hambre durante más de 80 días, desde el 19 de mayo de 2005 hasta primeros de agosto de 2005, excepto por un periodo de 12 días en que le fue concedido un permiso, el 30 de mayo de 2005, antes de las novenas elecciones presidenciales, del 17 de junio de 2005. Su huelga de hambre finalizó después de 50 días cuando «los doctores le advirtieron que sufriría un irreparable daño cerebral, y cedió». Muchos iraníes no oyeron hablar de la huelga de hambre debido a la censura de prensa y a la fuerte seguridad e informativa en el hospital Milad de Teherán. Fue representado por un grupo de abogados que incluía al Dr. Yousef Molaei Abdolfattah Soltani (quien fue arrestado y puesto en confinamiento solitario en 2005, bajo cargos desconocidos), y la galardonada con el Premio Nobel de la Paz en 2003, Shirin Ebadi. Durante su huelga de hambre Ganji escribió dos cartas a la «gente libre del mundo»:.
El 12 de julio de 2005 el secretario de prensa de la Casa Blanca, Scott McClellan, dijo en una declaración que el presidente George W. Bush apelaba a Irán para que liberase a Ganji «inmediatamente y sin condiciones… El señor Ganji es tristemente sólo una víctima de una ola de represión y violaciones de los derechos humanos establecida por el régimen iraní… Esperaba que su llamamiento para la libertad fuese oído. Su valiente esfuerzo no sería en vano. El presidente apelaba a todos los defensores de los derechos humanos y la libertad, y a las Naciones Unidas, para que hagan suyo el caso de Ganji y el la totalidad de la situación de los derechos humanos en Irán… Señor Ganji, por favor, sepa que como usted apoya su propia libertad, América le apoya a usted», continuaba la declaración.
En su reciente permiso de junio de 2005, Ganji participó en entrevistas con varias agencias de noticias, criticando al ayatolá Seyyed Alí Jameneí, el líder supremo de Irán, y pedía a su oficina ser la depositaria del voto público. Esto condujo a una resolución por parte de Saíd Mortazaví, el fiscal general de Teherán, para arrestarle otra vez a causa de sus «entrevistas ilegales». Regresó voluntariamente a la prisión el 11 de junio de 2005, y comenzó otra huelga de hambre.
Ganji fue excarcelado en mal estado de saludo el 18 de marzo de 2006, después de cumplir íntegra la sentencia de seis años, de acuerdo con su familia y varios contadores instalados en varios weblogs iraníes. Al mismo tiempo, el ayudante del fiscal de Teherán, Mahmud Salarkiá, afirmó que quedaban diez días de su sentencia debido a los días no contabilizados de ausencia, y que le había dado un permiso para el Año Nuevo Persa. Esta reclamación ha sido, aparentemente, abandonada desde entonces.

## Críticas
Ganji se opone a la teocracia de la República Islámica. Entre sus citas ha dicho: «Nuestra revolución fue un acto de libertad, pero no continuamos correctamente. Hemos acabado en tiranía y fascismo.»
Los escritos de Ganji en prisión salieron de extranjis y fueron ampliamente distribuidos, especialmente en Internet. Lo más destacado es que escribió un Manifiesto Republicano en seis capítulos en marzo de 2002, diseñando las bases de su propuesta para una república democrática en Irán en toda regla. En particular, argüía que todas las elecciones en la República Islámica de Irán debían ser boicoteadas. Más tarde escribió un segundo libro de su Manifiesto Republicano en mayo de 2005, antes de las novenas elecciones presidenciales en Irán, arguyendo específicamente por un completo boicot de los comicios.
En abril de 2008, apareció el primer trabajo en inglés de Ganji en Boston Review Books/MIT Press: El camino hacia la Democracia en Irán, con prólogo de Joshua Cohen y Abbas Milani.

### La voz «democrática» de Irán
Ganji se opuso a la invasión estadounidense de Irak en 2003 y la subsiguiente ocupación.
En 2006, Akbar Ganji empezó una gira para visitar a destacados filósofos, teóricos y activistas por los derechos humanos de todo el mundo. Se ha dicho que su meta era presentar los movimientos intelectuales y los círculos democráticos iraníes a pensadores mundiales destacados. Conoció a muchos personajes famosos como Richard Rorty, Noam Chomsky, Anthony Giddens, David Hild y Shmuel Noah Eisenstadt.
Cuando se encontraba en Estados Unidos, en julio de 2006, Ganji declinó una invitación para reunirse con los funcionarios de la Casa Blanca, citando su creencia de que las políticas actuales de EUA no están ayudando a promover la democracia en Irán. Ha dicho: «No puedes llevar la democracia a un país atacándolo». También añadió que la guerra en Irak fue promovida por el fundamentalismo islámico y ha hecho daño a los movimientos democráticos de la región.
Ganji declaró que su papel fue de disidente y periodista, más que de voz oficial de un específico partido opositor o facción dentro de Irán, lo que ha explicado fue una razón para rechazar el encuentro con los líderes políticos estadounidenses y funcionarios.
Durante su visita criticó la Guerra de Irak, afirmando que más que minar a las autoridades iraníes, en su lugar había reforzado su capacidad represiva:
No queremos el régimen de la República Islámica de Irán. Sin embargo, ése es nuestro problema. Cualquier intervención de una potencia extranjera levantaría cargos de conspiración contra nosotros… Lo que ha pasado en Irak no respalda nuestro movimiento de ningún modo significativo.
También organizó una huelga de hambre frente a la oficina central de las Naciones Unidas para poner de relieve la difícil situación de los prisioneros políticos iraníes, y para llamar la atención internacional sobre las opresivas condiciones que se viven dentro de Irán.

## Premios y honores
- Miembro honorario de PEN América (2000).
- Premio Internacional de Prensa por la Libertad de los Periodistas Canadienses por la Libertad de Expresión (2000).
- Premio Académico de la Libertad MESA, de la Asociación de Norteamérica para los Estudios en Oriente Medio (2005).
- Premio Libertad de Prensa, Italia (2005).
- Pluma de Oro de la Libertad de la Asociación Mundial de Periódicos (2006).
- Ciudadano de honor de la ciudad de Florencia, Italia (2006).
- Premio Martín Ennals para los Defensores de los Derechos Humanos (2006).
- Premio John Aubuchon de Libertad de Prensa, del Club Nacional de Prensa (2006).
- Premio Milton Friedman (2010).